# Василь Семенович Олелькович
Василь Семенович (пом. 4 червня 1495) — князь з династії Олельковичів, князь пінський (1471—1495). Син останнього князя київського Семена Олельковича і Марії Гаштольд.

## Біографія
Після смерті київського князя Семена Олельковича, батька Василя, у 1470 році, ні він, ні його дядько, Михайло Олелькович не отримали влади у Київському князівстві. Натомість Василю та його матері, Марії Гаштольд великий князь литовський, Казимир IV як компенсацію передав Пінське князівство, яке незадовго перед тим, після смерті останнього володаря з роду Наримунтовичів, Юрія Семеновича Пінського стало виморочним.
Помер Василь Семенович 4 червня 1495 року, і був похований у Києво-Печерській Лаврі. На початку XVII ст. ще зберігався його надгробок, копію напису з якого зберіг А. Кальнофойський.

## Літератра та джерела
- Wolff J. Kniaziowie Litewsko-Ruscy od konca czternastego wieku. — Warszawa, 1895. — 698 s.
- Пазднякоў В. Алелькавічы // Вялікае княства Літоўскае: Энцыклапедыя. У 3 т. / рэд. Г. П. Пашкоў і інш. Т. 1: Абаленскі — Кадэнцыя. — Мінск: Беларуская Энцыклапедыя, 2005. С. 218.